# Pavona gigantea
Pavona gigantea is een rifkoralensoort uit de familie van de Agariciidae. De wetenschappelijke naam van de soort werd in 1869 voor het eerst geldig gepubliceerd door Addison Emery Verrill.